# Puteal Libonis
Puteal Libonis (latin för "Libos blixtbrunn") uppfördes på Comitium på Forum Romanum i Rom runt ett ställe som hade drabbats av ett blixtnedslag.
Alldeles i närheten av Puteal Libonis uppfördes pretorns tribunal.